# Tim Story
Timothy Kevin "Tim" Story (Los Ángeles, California; 13 de marzo de 1970) es un director, productor y escritor de cine estadounidense. Es más conocido por dirigir Los 4 Fantásticos, su secuela Los 4 Fantásticos y Silver Surfer y el remake estadounidense de Taxi. Es el fundador (junto con su esposa) de la productora independiente "The Story Company".

## Biografía
Cuando estaba en el instituto Story pretendía de dedicarse a la música, siendo miembro del grupo amateur de rap T.D.F. Pero justo cuando el grupo iba a firmar un acuerdo con Warner Brothers un miembro del grupo fue asesinado en un tiroteo y Tim decidió de dedicarse a otra cosa.
Story se graduó en la escuela de artes de Carolina del Sur entre 1991 y 1992.

## Vida personal
Story vive en California con su esposa y su hija.

## Filmografía
- Dashing Through the Snow (2023)
- The Blackening (2022)
- Tom & Jerry (2021)[6]
- Son of Shaft (2018)
- Ride Along 2 (2016)
- Think Like a Man Too (2014)
- Ride Along (2014)
- Think Like a Man (2012)
- Hurricane Season (2009)
- First Sunday (2008) Productor
- Fantastic Four: Rise of the Silver Surfer (2007)
- Fantastic Four (2005)
- Taxi (2004)
- Barbershop (2002)
- The Firing Squad (1997)

## Videos musicales dirigidos
- "I Do" de Jon B. (1998)
- "Cool Relax" de Jon B. (1998)
- "Sweet Lady" de Tyrese (1998)
- "R U Still Down" de Jon B. feat. 2Pac (1998)
- "Cheers 2 U" de Playa (1998)
- "He Can't Love You" de Jagged Edge (1999)
- "Get Gone" de Ideal (1999)
- "Creep Inn" de Ideal (1999)
- "I Drive Myself Crazy" de 'N Sync (1999)
- "Tell Me It's Real" de K-Ci & JoJo (1999)
- "Lately" de Tyrese (1999)
- "My First Love" de Avant feat. Keke Wyatt (2000)
- "Ryde Or Die Chick" de The LOX feat. Eve & Timbaland (2000)
- "Mr. Too Damn Good" de Gerald Levert (2000)
- "Wild Out" de The LOX (2000)
- "Let's Get Married" de Jagged Edge (2000)
- "Why You Wanna Keep Me From My Baby" de Guy (2000)
- "Brown Skin" de India.Arie (2001)